# Ahuatitla, Veracruz
Ahuatitla är en ort i Mexiko.   Den ligger i kommunen Benito Juárez och delstaten Veracruz, i den sydöstra delen av landet, 180 km nordost om huvudstaden Mexico City. Ahuatitla ligger 386 meter över havet och antalet invånare är 229.
Terrängen runt Ahuatitla är kuperad, och sluttar österut. Runt Ahuatitla är det ganska glesbefolkat, med 34 invånare per kvadratkilometer. Närmaste större samhälle är Xochiatipan de Castillo, 13,1 km nordväst om Ahuatitla. I omgivningarna runt Ahuatitla växer huvudsakligen savannskog.